# Краудер, Джей
Ко́ри Джей Кра́удер (англ. Corey Jae Crowder; родился 6 июля 1990 года в Вилла-Рике, штат Джорджия, США) — американский профессиональный баскетболист, выступающий за команду Национальной баскетбольной ассоциации «Сакраменто Кингз».

## Биография
Джей Краудер родился 6 июля 1990 года в городе Вилла-Рика, штат Джорджия в семье Хелен Томпсон и бывшего игрока НБА Кори Краудера. Джей посещал школу Вилла Рикэ, где был одновременно стартовым квотербеком футбольной команды, а также основным разыгрывающим в баскетбольной команде. Отец делился с ним своим опытом выступлений в НБА, помогая ему в баскетбольных тренировках. В выпускной год Джей испытывал проблемы с лишним весом, из-за этого он не котировался высоко в рекрутинговых рейтингах перед поступлением в университет.

### Колледж

#### Технический колледж Южной Джорджии
У Краудера было несколько предложений для выступлений за команды университетов по американскому футболу, но он предпочёл баскетбол и поступил в Технический колледж Южной Джорджии.

#### Колледж Ховарда
Проведя один сезон за команду Технического Колледжа Южной Каролины Краудер перевёлся в Колледж Ховарда. Команда из этого учебного заведения выступала в одной из второстепенных лиг NCAA. За один проведённый сезон в этом колледже Краудер привёл свою команду к чемпионству, в финальном матче он набрал 27 очков и 12 подборов.

#### Университет Маркетта
После впечатляющего сезона на Краудера обратили внимание представители колледжей из первого дивизиона NCAA, Джей принял решение выступать за команду «Голден Иглз» из Университета Маркетта. В свой первый сезон за «Иглз» Краудер был одним из основных игроков, в половине игр, в которых Джей принимал участие, он выходил в стартовой пятёрке. Команда пробилась в основной турнир NCAA и уступила в раунде Sweet Sixteen.
В сезоне 2011/12 стал одним из ключевых игроков «Маркетта», а также одним из самых прогрессировавших игроков во всём студенческом баскетболе. По итогам сезона он завоевал награду лучшему игроку конференции Big East, став первым игроком Маркетта удостоившимся этой чести. Также Джей получил ряд второстепенных наград студенческого баскетбола. «Иглз» вновь пробились в основной турнир и вновь  уступили в раунде Sweet Sixteen.

### НБА

#### Драфт
Перед драфтом Краудер котировался достаточно высоко, из плюсов специалисты называли его высокий баскетбольный IQ, его зрелый стиль игры, а также точное знание своей роли в команде. Из недостатков неумение создавать для себя возможность для броска, что для лёгкого форварда в НБА является существенным минусом. Дриблинг ниже среднего и нестабильный средний бросок.
28 июня Краудер был выбран под общим 34-м номером командой «Кливленд Кавальерс» на Драфте НБА 2012 года. Джей был тут же обменян вместе с Джаредом Каннингемом и Джеймсом Бернардом в «Даллас Маверикс» на Келенна Азабуке и Тайлера Зеллера.

#### Даллас Маверикс (2012—2014)
Краудер провёл очень сильную предсезонку, удачно выступив в «Летней Лиге» за «Маверикс». Он стал рассматриваться, как одной из главных «краж» своего драфта.
Тренер «Далласа» Рик Карлайл являлся специалистом, который любит полагаться на проверенных ветеранов, несмотря на это Краудер нашёл своё место в ротации команды. По ходу сезона травмировались ведущие игроки «Маверикс» — Дирк Новицки и Шон Мэрион, в связи с травмами Краудер был какое то время игроком стартовой пятёрки. «Даллас» так и не смог оправиться от травм своих главных игроков и пропустил плей-офф, впервые за 12 лет.
В сезоне 2013/14 Краудер продолжил быть ролевым игроком. 5 ноября, в игре против «Лос-Анджелес Лейкерс», Джей набрал 18 очков, что стало лучшим показателем в его карьере. 27 февраля Краудер был переведён в Техас Лэджендс — клуб из Лиги развития НБА. В общей сложности он провёл два матча за «Ледженс». «Маверикс» пробились в плей-офф с 8-го места в конференции и уступили будущим чемпионам «Сан-Антонио Спёрс» в серии из семи матчей.
10 июня 2014 года «Маверикс» воспользовались опцией команды, продлив контракт Краудера на ещё один сезон. В межсезонье в клуб из Далласа пришли Аль-Фарук Амину и Ричард Джефферсон, что уменьшило минуты, которые проводил на площадке Краудер.

#### Бостон Селтикс (2014—2017)
18 декабря 2014 года Краудер перешёл в «Бостон Селтикс», став частью большого обмена Рэджона Рондо в «Маверикс». В «Бостоне» на тот момент шла «перестройка», главный тренер Брэд Стивенс строил молодую команду. В какой-то момент Джей получил свой шанс и проявил себя в новой команде. Краудер стал одним из самых важных игроков «Селтикс», выходящих со скамейки запасных. 27 июля 2015 года Краудер повторно подписал пятилетний контракт с «Селтикс» на сумму 35 миллионов долларов. 26 марта 2017 года он установил новый сезонный рекорд, набрав 25 очков, одержав победу над «Майами Хит» со счётом 112-108.

#### Кливленд Кавальерс (2017—2018)
22 августа 2017 года был обменян в «Кливленд Кавальерс» на Кайри Ирвинга вместе с Анте Жижичем, Айзеем Томасом и драфт-пиком первого раунда 2018 года.

#### Юта Джаз (2018—2019)
8 февраля 2018 Краудер был приобретен «Юта Джаз» в трехсторонней сделке (участвовали также «Кливленд Кавальерс» и «Сакраменто Кингз»). В дебютной игре тремя днями позже за «Юта Джаз» Краудер набрал 15 очков против «Портленд Трэйл Блэйзерс» (115-96).
Летом 2019 года был обменян в «Мемфис Гриззлис» (вместе с Грэйсоном Алленом, Кайлом Корвером, 23-й выбором на драфте 2019 года и выбором в 1-м раунде драфта 2020 года в обмен на Майка Конли).

#### Мемфис Гриззлис (2019—2020)
6 июля 2019 года Краудер был обменян в «Мемфис Гриззлис», как часть сделки по переходу Майка Конли в «Юту».

#### Майами Хит (2020)
6 февраля 2020 года Краудер был обменян в «Майами Хит» в результате трёхстороннего обмена. В «Хит» он объединился со своим партнёром по колледжу Джимми Батлером и вместе с ним помог «Майами» дойти до финала НБА, где они уступили «Лос-Анджелес Лейкерс» в 6 играх.

#### Финикс Санз (2020—2023)
28 ноября 2020 года Краудер подписал контракт с «Финикс Санз».

#### Милуоки Бакс (2023—2024)
9 февраля 2023 года «Финикс Санз» обменяли Краудера, Кэмерона Джонсона, Микала Бриджеса, четыре будущих выбора первого раунда на драфте 2023-го, 2025-го, 2027-го и 2029-го годов и право на обмен выборами драфта в 2028 году в «Бруклин Нетс» на Кевина Дюранта и Ти Джея Уоррена. Затем Краудер был обменян в «Милуоки Бакс» на пять выборов второго раунда драфта в рамках сделки с тремя командами. 25 февраля 2023 года в дебютном матче за новый клуб Краудер набрал 9 очков, 3 подбора и 1 перехват за 16 минут.
9 июля 2023 года «Милуоки» объявил о подписании нового однолетнего контракта с Краудером.

#### Сакраменто Кингз (2024–настоящее время)
27 ноября 2024 года Краудер подписал контракт с «Сакраменто Кингз». 8 января 2025 года клуб гарантировал контракт игрока до конца сезона 2024/25.

## Статистика

### Статистика в НБА
| Сезон                                                                                    | Команда  | Регулярный сезон | Регулярный сезон | Регулярный сезон | Регулярный сезон | Регулярный сезон | Регулярный сезон | Регулярный сезон | Регулярный сезон | Регулярный сезон | Регулярный сезон | Регулярный сезон | Серия плей-офф | Серия плей-офф | Серия плей-офф | Серия плей-офф | Серия плей-офф | Серия плей-офф | Серия плей-офф | Серия плей-офф | Серия плей-офф | Серия плей-офф | Серия плей-офф |
| Сезон                                                                                    | Команда  | GP               | GS               | MPG              | FG%              | 3P%              | FT%              | RPG              | APG              | SPG              | BPG              | PPG              | GP             | GS             | MPG            | FG%            | 3P%            | FT%            | RPG            | APG            | SPG            | BPG            | PPG            |
| ---------------------------------------------------------------------------------------- | -------- | ---------------- | ---------------- | ---------------- | ---------------- | ---------------- | ---------------- | ---------------- | ---------------- | ---------------- | ---------------- | ---------------- | -------------- | -------------- | -------------- | -------------- | -------------- | -------------- | -------------- | -------------- | -------------- | -------------- | -------------- |
| 2012/13                                                                                  | Даллас   | 78               | 16               | 17,3             | 38,4             | 32,8             | 64,4             | 2,4              | 1,2              | 0,8              | 0,2              | 5,0              | Не участвовал  | Не участвовал  | Не участвовал  | Не участвовал  | Не участвовал  | Не участвовал  | Не участвовал  | Не участвовал  | Не участвовал  | Не участвовал  | Не участвовал  |
| 2013/14                                                                                  | Даллас   | 78               | 8                | 16,1             | 43,9             | 33,1             | 75,4             | 2,5              | 0,8              | 0,8              | 0,3              | 4,6              | 7              | 0              | 11,6           | 44,4           | 42,9           | -              | 1,7            | 0,3            | 0,3            | 0,1            | 2,7            |
| 2014/15                                                                                  | Даллас   | 25               | 0                | 10,6             | 43,4             | 34,2             | 90,9             | 1,2              | 0,5              | 0,6              | 0,2              | 3,6              | Не участвовал  | Не участвовал  | Не участвовал  | Не участвовал  | Не участвовал  | Не участвовал  | Не участвовал  | Не участвовал  | Не участвовал  | Не участвовал  | Не участвовал  |
| 2014/15                                                                                  | Бостон   | 57               | 17               | 24,2             | 41,8             | 28,2             | 76,2             | 4,6              | 1,4              | 1,0              | 0,4              | 9,5              | 4              | 1              | 25,1           | 51,7           | 30,0           | 76,9           | 5,0            | 2,0            | 1,0            | 0,8            | 10,8           |
| 2015/16                                                                                  | Бостон   | 73               | 73               | 31,6             | 44,3             | 33,6             | 82,0             | 5,1              | 1,8              | 1,7              | 0,5              | 14,2             | 6              | 6              | 32,9           | 27,8           | 24,4           | 63,6           | 6,5            | 2,2            | 1,5            | 0,5            | 9,5            |
| 2016/17                                                                                  | Бостон   | 72               | 72               | 32,5             | 46,3             | 39,8             | 81,1             | 5,8              | 2,2              | 1,0              | 0,3              | 13,9             | 18             | 18             | 33,1           | 43,5           | 35,2           | 83,3           | 6,4            | 2,7            | 1,1            | 0,3            | 13,6           |
| 2017/18                                                                                  | Кливленд | 53               | 47               | 25,4             | 41,8             | 32,8             | 84,8             | 3,3              | 1,1              | 0,8              | 0,2              | 8,6              | Не участвовал  | Не участвовал  | Не участвовал  | Не участвовал  | Не участвовал  | Не участвовал  | Не участвовал  | Не участвовал  | Не участвовал  | Не участвовал  | Не участвовал  |
| 2017/18                                                                                  | Юта      | 27               | 0                | 27,6             | 38,6             | 31,6             | 76,8             | 3,8              | 1,5              | 0,9              | 0,3              | 11,8             | 11             | 2              | 29,4           | 32,4           | 33,3           | 64,3           | 5,1            | 1,7            | 1,4            | 0,2            | 10,0           |
| 2018/19                                                                                  | Юта      | 80               | 11               | 27,1             | 39,9             | 33,1             | 72,1             | 4,8              | 1,7              | 0,8              | 0,4              | 11,9             | 5              | 3              | 26,0           | 37,0           | 30,0           | 73,7           | 5,8            | 0,8            | 1,0            | 0,0            | 11,4           |
| 2019/20                                                                                  | Мемфис   | 45               | 45               | 29,4             | 36,8             | 29,3             | 78,9             | 6,2              | 2,8              | 1,0              | 0,3              | 9,9              | Не участвовал  | Не участвовал  | Не участвовал  | Не участвовал  | Не участвовал  | Не участвовал  | Не участвовал  | Не участвовал  | Не участвовал  | Не участвовал  | Не участвовал  |
| 2019/20                                                                                  | Майами   | 20               | 8                | 27,7             | 48,2             | 44,5             | 73,3             | 5,4              | 1,8              | 1,3              | 0,5              | 11,9             | 21             | 21             | 31,4           | 40,3           | 34,2           | 76,1           | 5,6            | 1,9            | 0,7            | 0,6            | 12,0           |
| 2020/21                                                                                  | Финикс   | 60               | 42               | 27,5             | 40,4             | 38,9             | 76,0             | 4,7              | 2,1              | 0,8              | 0,5              | 10,1             | 22             | 22             | 33,2           | 41,3           | 38,0           | 88,6           | 6,1            | 1,9            | 0,9            | 0,8            | 10,8           |
| 2021/22                                                                                  | Финикс   | 67               | 67               | 28,1             | 39,9             | 34,8             | 78,9             | 5,3              | 1,9              | 1,4              | 0,4              | 9,4              | 13             | 13             | 29,5           | 40,0           | 30,2           | 73,1           | 4,7            | 2,4            | 1,0            | 0,5            | 9,4            |
| 2022/23                                                                                  | Милуоки  | 18               | 3                | 18,9             | 47,9             | 43,6             | 83,3             | 3,8              | 1,5              | 0,7              | 0,3              | 6,9              | 4              | 0              | 10,3           | 23,1           | 0,0            | 50,0           | 1,0            | 0,8            | 0,5            | 0,0            | 1,8            |
| 2023/24                                                                                  | Милуоки  | 50               | 25               | 23,1             | 42,2             | 34,9             | 72,2             | 3,2              | 1,3              | 0,8              | 0,2              | 6,2              | 4              | 0              | 10,5           | 25,0           | 14,3           | 100,0          | 1,5            | 0,5            | 0,0            | 0,5            | 2,3            |
|                                                                                          | Всего    | 803              | 434              | 25,0             | 41,9             | 34,8             | 77,7             | 4,2              | 1,6              | 1,0              | 0,3              | 9,3              | 115            | 86             | 28,6           | 39,2           | 33,3           | 77,0           | 5,2            | 1,8            | 0,9            | 0,5            | 10,1           |
| Наведите курсор мыши на аббревиатуры в заголовке таблицы, чтобы прочесть их расшифровку. |          |                  |                  |                  |                  |                  |                  |                  |                  |                  |                  |                  |                |                |                |                |                |                |                |                |                |                |                |

### Статистика в Джи-Лиге
| Сезон                                                                                    | Команда        | Регулярный сезон | Регулярный сезон | Регулярный сезон | Регулярный сезон | Регулярный сезон | Регулярный сезон | Регулярный сезон | Регулярный сезон | Регулярный сезон | Регулярный сезон | Регулярный сезон | Серия плей-офф | Серия плей-офф | Серия плей-офф | Серия плей-офф | Серия плей-офф | Серия плей-офф | Серия плей-офф | Серия плей-офф | Серия плей-офф | Серия плей-офф | Серия плей-офф |
| Сезон                                                                                    | Команда        | GP               | GS               | MPG              | FG%              | 3P%              | FT%              | RPG              | APG              | SPG              | BPG              | PPG              | GP             | GS             | MPG            | FG%            | 3P%            | FT%            | RPG            | APG            | SPG            | BPG            | PPG            |
| ---------------------------------------------------------------------------------------- | -------------- | ---------------- | ---------------- | ---------------- | ---------------- | ---------------- | ---------------- | ---------------- | ---------------- | ---------------- | ---------------- | ---------------- | -------------- | -------------- | -------------- | -------------- | -------------- | -------------- | -------------- | -------------- | -------------- | -------------- | -------------- |
| 2013/14                                                                                  | Техас Лэджендс | 2                | 2                | 43,5             | 43,9             | 14,3             | 66,7             | 16,0             | 10,0             | 3,5              | 2,0              | 22,5             | Не участвовал  | Не участвовал  | Не участвовал  | Не участвовал  | Не участвовал  | Не участвовал  | Не участвовал  | Не участвовал  | Не участвовал  | Не участвовал  | Не участвовал  |
|                                                                                          | Всего          | 2                | 2                | 43,5             | 43,9             | 14,3             | 66,7             | 16,0             | 10,0             | 3,5              | 2,0              | 22,5             | Не участвовал  | Не участвовал  | Не участвовал  | Не участвовал  | Не участвовал  | Не участвовал  | Не участвовал  | Не участвовал  | Не участвовал  | Не участвовал  | Не участвовал  |
| Наведите курсор мыши на аббревиатуры в заголовке таблицы, чтобы прочесть их расшифровку. |                |                  |                  |                  |                  |                  |                  |                  |                  |                  |                  |                  |                |                |                |                |                |                |                |                |                |                |                |

### Статистика в NCAA
| Сезон | Команда | Conf     | Class | GP | GS | MPG  | FG%  | 3P%  | FT%  | RPG | APG | SPG | BPG | PPG  |
| --- | ------- | -------- | ----- | -- | -- | ---- | ---- | ---- | ---- | --- | --- | --- | --- | ---- |
| 2010/11 | Маркетт | Big East | JR    | 37 | 17 | 27,6 | 48,5 | 35,9 | 61,6 | 6,8 | 1,6 | 1,3 | 0,9 | 11,8 |
| 2011/12 | Маркетт | Big East | SR    | 35 | 35 | 32,9 | 49,8 | 34,5 | 73,5 | 8,4 | 2,1 | 2,5 | 1,0 | 17,5 |
| Всего | Всего   | Всего    | Всего | 72 | 52 | 30,2 | 49,2 | 35,0 | 68,3 | 7,6 | 1,8 | 1,9 | 0,9 | 14,6 |
| Наведите курсор мыши на аббревиатуры в заголовке таблицы, чтобы прочесть их расшифровку Статистика приведена с сайта sports-reference.com |         |          |       |    |    |      |      |      |      |     |     |     |     |      |